# 金龍XMQ6120AGD5
金龍XMQ6120AGD5（KINGLONG XMQ6120AGD5）是中國大陸車商金龍客車所生產的一款低底盤公車，共有三門及雙門兩種車款。

## 臺灣規格

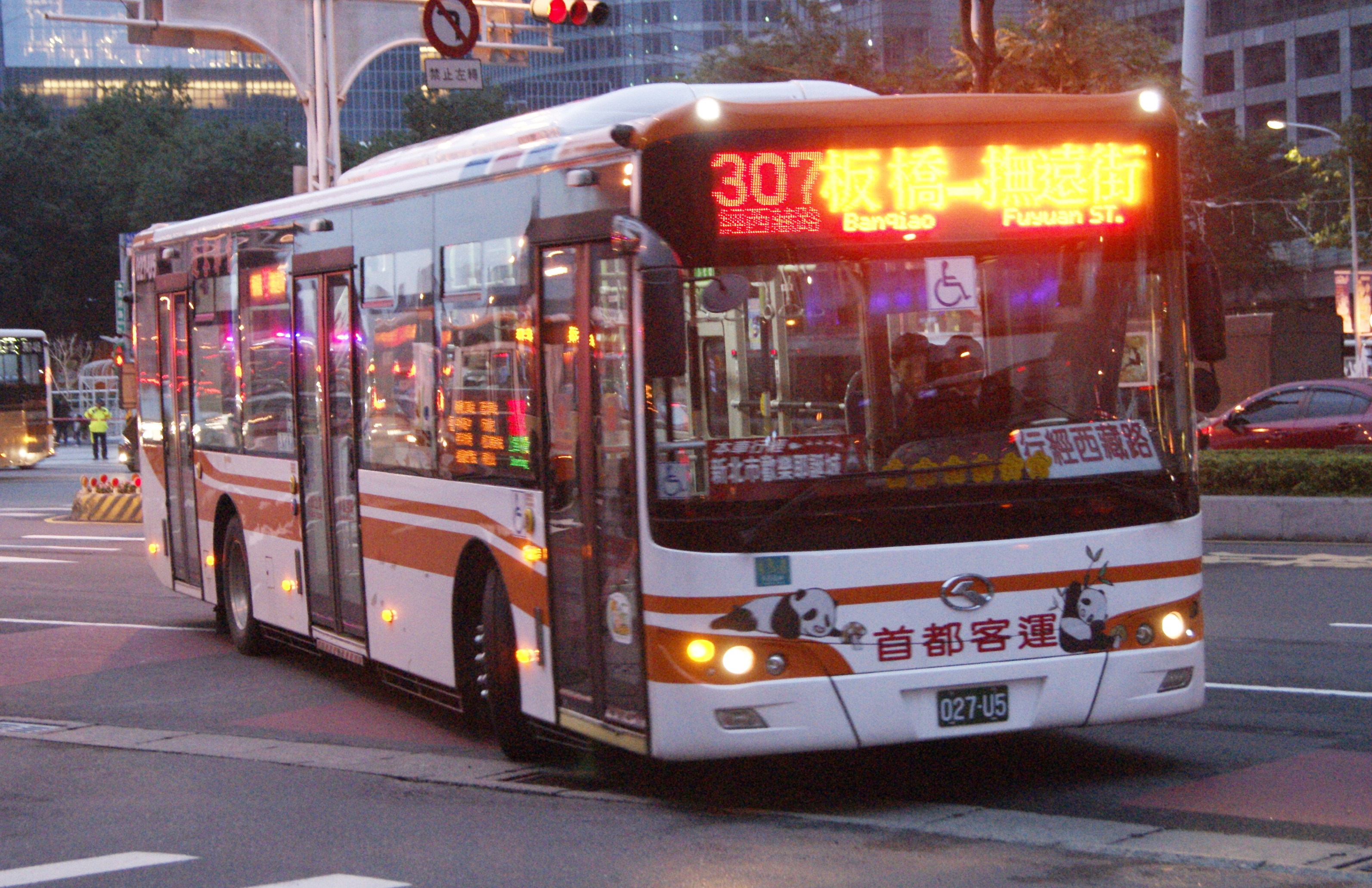
首都客運三門版

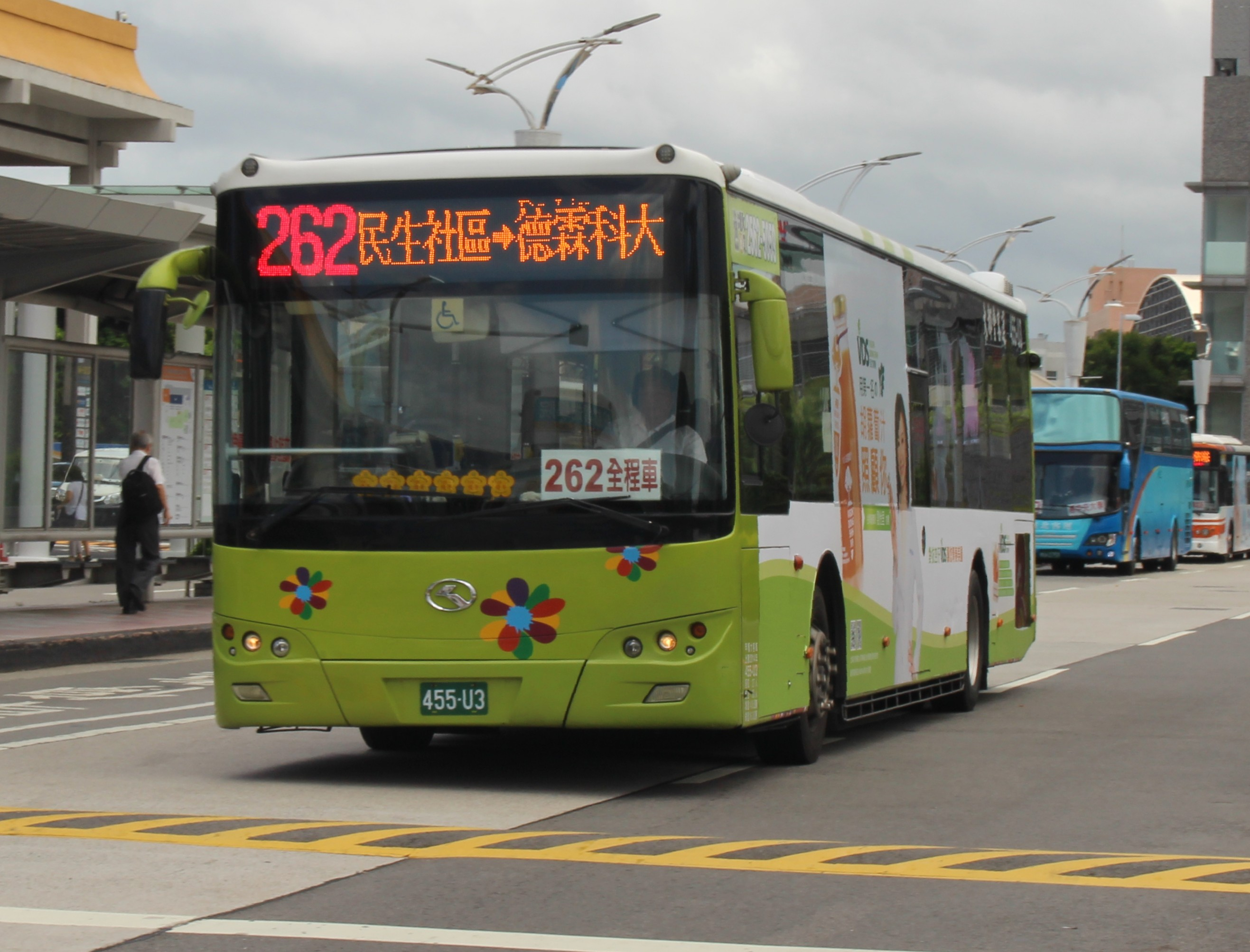
大都會客運雙門後置引擎版

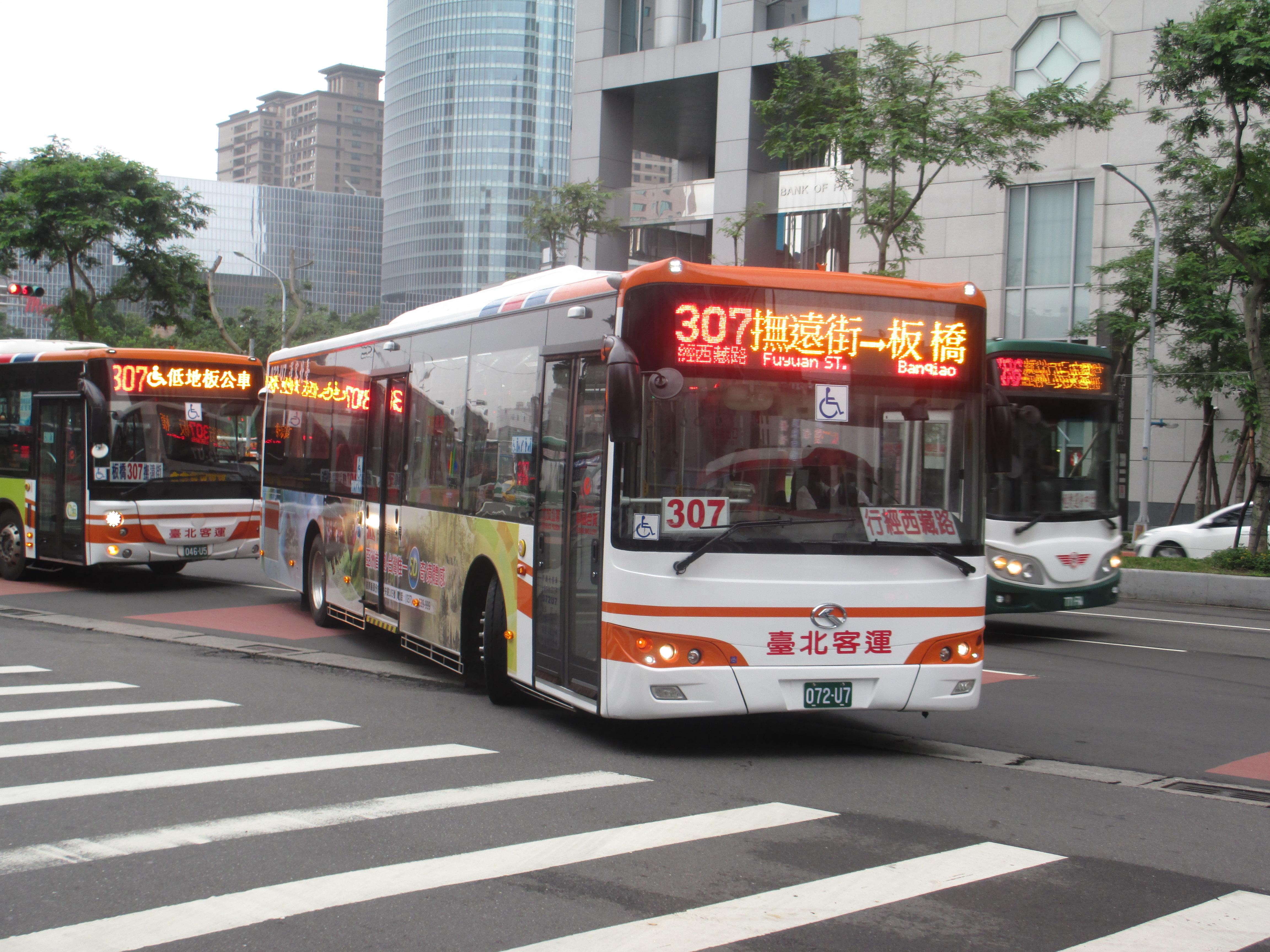
臺北客運雙門後置引擎版

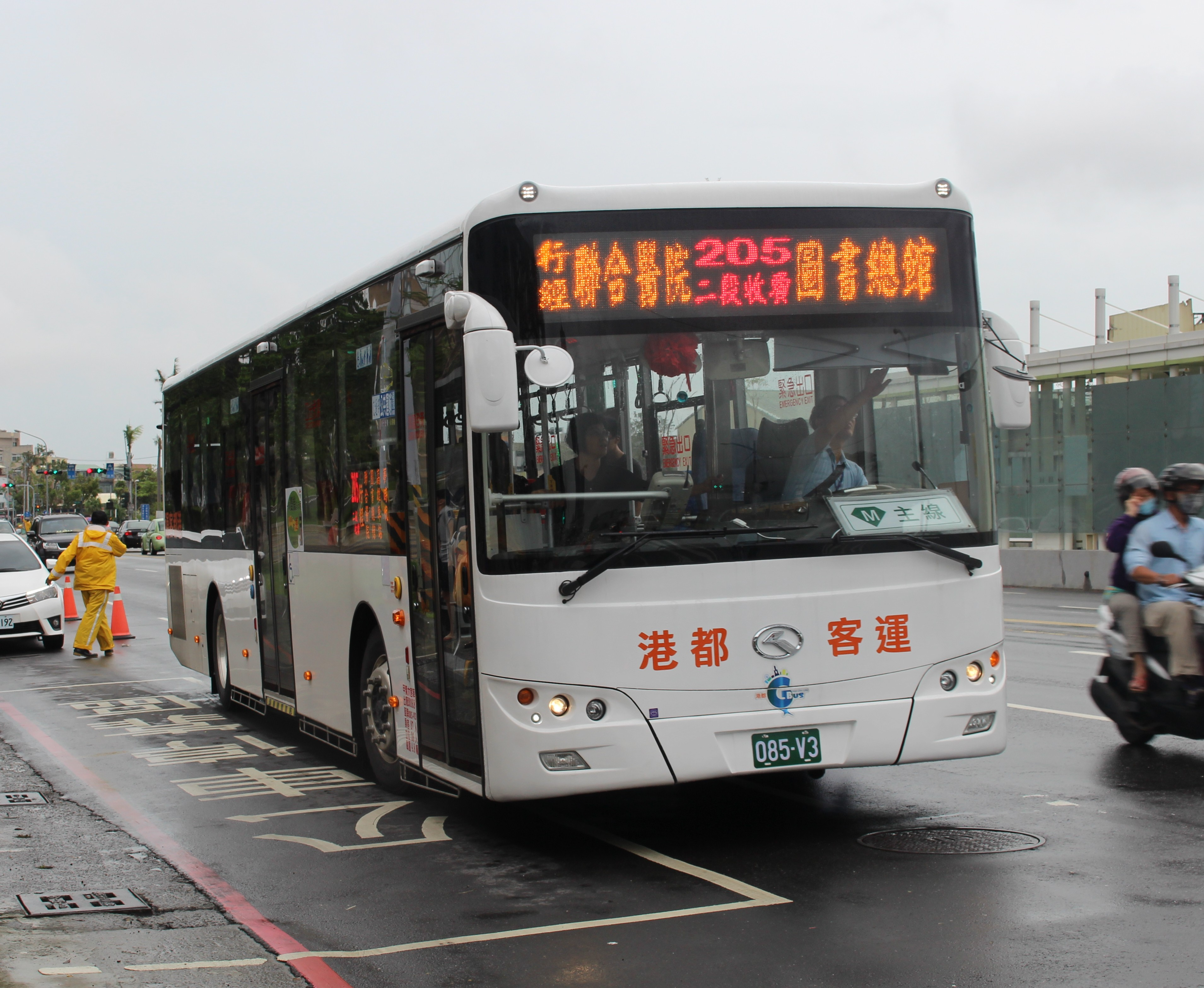
港都客運雙門後置引擎版

- 引擎：Cummins ISB6.7EV300B
- 最大馬力：300hp(215.7kW)/2300rpm
- 最大扭力：110.8kg-m/1285~1800rpm
- 排氣量：6,692.4c.c.
- 輪軸型式：
  - 前軸：ZF RL85A
  - 後軸：ZF AV132
- 變速箱：ZF Ecolife 6AP1400B 六速自排
- 車長：12,000mm
- 軸距：5,850mm

## 出口
在臺灣於2013年剛引進時由馨盛車體組裝，其中雙門版為大都會客運所使用、三門版為首都客運所使用。
2014年引進的車款由總盈汽車分擔組裝，該年度所組裝的車款差別在於引擎位置改為放置正後方，而不是先前放置於左後方，此舉也讓車輛後方有更大的空間裝設LED顯示器。

## 外部連結
- 金龍客車 （页面存档备份，存于）
- 采埃孚公司 （页面存档备份，存于）
- 大都會客運雙節巴士‧首都客運三門巴士：全新登場！ （页面存档备份，存于）